# Gymnastik vid olympiska sommarspelen 2024
Gymnastik vid olympiska sommarspelen 2024 arrangerades mellan 27 juli och 10 augusti 2024 i Paris i Frankrike. Tävlingarna i artistisk gymnastik och trampolin avgjordes i Bercy Arena och tävlingarna i rytmisk gymnastik avgjordes i Arena Porte de la Chapelle. Totalt 18 grenar i disciplinerna artistisk gymnastik, rytmisk gymnastik och trampolin fanns på programmet som varit likadant sedan OS 2000.

## Medaljörer
Artistisk gymnastik
| Damer                            | Guld                                                              | Silver                                                                          | Brons                                                                              |  |  |  |
| Individuell mångkamp Detaljer... | Simone Biles USA                                                  | Rebeca Andrade Brasilien                                                        | Sunisa Lee USA                                                                     |  |  |  |
| Lagmångkamp Detaljer...          | USA Simone Biles Jade Carey Jordan Chiles Sunisa Lee Hezly Rivera | Italien Angela Andreoli Alice D'Amato Manila Esposito Elisa Iorio Giorgia Villa | Brasilien Rebeca Andrade Jade Barbosa Lorrane Oliveira Flávia Saraiva Júlia Soares |  |  |  |
|                                  |                                                                   |                                                                                 |                                                                                    |  |  |  |
| Barr Detaljer...                 | Kaylia Nemour Algeriet                                            | Qiu Qiyuan Kina                                                                 | Sunisa Lee USA                                                                     |  |  |  |
| Bom Detaljer...                  | Alice D'Amato Italien                                             | Zhou Yaqin Kina                                                                 | Manila Esposito Italien                                                            |  |  |  |
| Fristående Detaljer...           | Rebeca Andrade Brasilien                                          | Simone Biles USA                                                                | Jordan Chiles USA                                                                  |  |  |  |
| Hopp Detaljer...                 | Simone Biles USA                                                  | Rebeca Andrade Brasilien                                                        | Jade Carey USA                                                                     |  |  |  |

| Herrar                           | Guld                                                                            | Silver                                                        | Brons                                                                 |  |  |  |
| Individuell mångkamp Detaljer... | Shinnosuke Oka Japan                                                            | Zhang Boheng Kina                                             | Xiao Ruoteng Kina                                                     |  |  |  |
| Lagmångkamp Detaljer...          | Japan Daiki Hashimoto Kaya Kazuma Shinnosuke Oka Takaaki Sugino Wataru Tanigawa | Kina Liu Yang Su Weide Xiao Ruoteng Zhang Boheng Zou Jingyuan | USA Asher Hong Paul Juda Brody Malone Stephen Nedoroscik Fred Richard |  |  |  |
|                                  |                                                                                 |                                                               |                                                                       |  |  |  |
| Barr Detaljer...                 | Zou Jingyuan Kina                                                               | Illja Kovtun Ukraina                                          | Shinnosuke Oka Japan                                                  |  |  |  |
| Bygelhäst Detaljer...            | Rhys McClenaghan Irland                                                         | Nariman Kurbanov Kazakstan                                    | Stephen Nedoroscik USA                                                |  |  |  |
| Fristående Detaljer...           | Carlos Yulo Filippinerna                                                        | Artem Dolgopyat Israel                                        | Jake Jarman Storbritannien                                            |  |  |  |
| Hopp Detaljer...                 | Carlos Yulo Filippinerna                                                        | Artur Davtyan Armenien                                        | Harry Hepworth Storbritannien                                         |  |  |  |
| Ringar Detaljer...               | Liu Yang Kina                                                                   | Zou Jingyuan Kina                                             | Eleftherios Petrounias Grekland                                       |  |  |  |
| Räck Detaljer...                 | Shinnosuke Oka Japan                                                            | Ángel Barajas Colombia                                        | Zhang Boheng Kina                                                     |  |  |  |
| Räck Detaljer...                 | Shinnosuke Oka Japan                                                            | Ángel Barajas Colombia                                        | Tang Chia-hung Kinesiska Taipei                                       |  |  |  |

Rytmisk gymnastik
| Damer                            | Guld                                                              | Silver                                                                       | Brons                                                                                   |
| Individuell mångkamp Detaljer... | Darja Varfolomeev Tyskland                                        | Borjana Kaleyn Bulgarien                                                     | Sofia Raffaeli Italien                                                                  |
| Truppmångkamp Detaljer...        | Kina Guo Qiqi Hao Ting Huang Zhangjiayang Wang Lanjing Ding Xinyi | Israel Ofir Shaham Diana Svertsov Adar Friedmann Romi Paritzki Shani Bakanov | Italien Alessia Maurelli Martina Centofanti Agnese Duranti Daniela Mogurean Laura Paris |

Trampolin
| Gren                            | Guld                                             | Silver                                                  | Brons                  |
| Damernas trampolin Detaljer...  | Bryony Page Storbritannien                       | Vijaleta Bardziloŭskaja Individuella neutrala idrottare | Sophiane Méthot Kanada |
| Herrarnas trampolin Detaljer... | Ivan Litvinovitj Individuella neutrala idrottare | Wang Zisai Kina                                         | Yan Langyu Kina        |

Denna tabell: visa • redigera

## Medaljtabell
*   Värdland ( Frankrike)
| Nr                   | Nation                          | Guld | Silver | Brons | Totalt |
| -------------------- | ------------------------------- | ---- | ------ | ----- | ------ |
| 1                    | Kina                            | 3    | 6      | 3     | 12     |
| 2                    | USA                             | 3    | 1      | 5     | 9      |
| 3                    | Japan                           | 3    | 0      | 1     | 4      |
| 4                    | Filippinerna                    | 2    | 0      | 0     | 2      |
| 5                    | Brasilien                       | 1    | 2      | 1     | 4      |
| 6                    | Italien                         | 1    | 1      | 3     | 5      |
| –                    | Individuella neutrala idrottare | 1    | 1      | 0     | 2      |
| 7                    | Storbritannien                  | 1    | 0      | 2     | 3      |
| 8                    | Tyskland                        | 1    | 0      | 0     | 1      |
| 8                    | Irland                          | 1    | 0      | 0     | 1      |
| 8                    | Algeriet                        | 1    | 0      | 0     | 1      |
| 11                   | Israel                          | 0    | 2      | 0     | 2      |
| 12                   | Bulgarien                       | 0    | 1      | 0     | 1      |
| 12                   | Armenien                        | 0    | 1      | 0     | 1      |
| 12                   | Colombia                        | 0    | 1      | 0     | 1      |
| 12                   | Kazakstan                       | 0    | 1      | 0     | 1      |
| 12                   | Ukraina                         | 0    | 1      | 0     | 1      |
| 17                   | Rumänien                        | 0    | 0      | 1     | 1      |
| 17                   | Kanada                          | 0    | 0      | 1     | 1      |
| 17                   | Grekland                        | 0    | 0      | 1     | 1      |
| 17                   | Kinesiska Taipei                | 0    | 0      | 1     | 1      |
| Totalt (20 nationer) | Totalt (20 nationer)            | 18   | 18     | 19    | 55     |